# David Pelletier

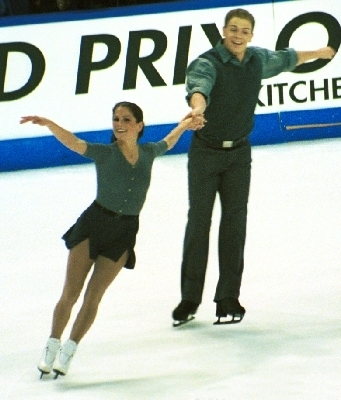
Jamie Salé och David Pelletier.

David Jacques Pelletier, född 21 april 1974 i Sayabec i Québec, är en kanadensisk före detta konståkare som var mest framgångsrik i paråkning tillsammans med Jamie Salé och vann OS-guld i 2002 års olympiska vinterspel i Salt Lake City i Utah och guld i 2001 års världsmästerskap i konståkning.
Han var gift med Salé mellan 2005 och 2010
Efter den aktiva idrottskarriären har han bland annat arbetat som skridskotränare åt ishockeylaget Edmonton Oilers i National Hockey League (NHL).